# Acropteris sparsaria
Acropteris sparsaria es una especie de polilla del género Acropteris, familia Uraniidae.
Fue descrita científicamente por Walker.

## Distribución
Se encuentra en Célebes y las Islas menores de la Sonda.